# Дедино
Дедино (мкд. Дедино) је насеље у Северној Македонији, у југоисточном делу државе. Дедино је у саставу општине Конче.

## Географија
Дедино је смештено у југоисточном делу Северне Македоније. Од најближег града, Радовишта, насеље је удаљено 15 km јужно.
Насеље Дедино се налази у историјској области Лукавица. Насеље је положено у невеликој долини, на приближно 600 метара. Изнад села се зидиже планина Смрдеш.
Месна клима је континентална, са утицајем Егејског мора (жарка лета).

## Становништво
Дедино је према последњем попису из 2002. године имало 716 становника.
Претежно становништво су етнички Македонци. 
Већинска вероисповест месног становништва је православље.